# Песме изнад Истока и Запада
Песме изнад Истока и Запада су музички пројекат Драга Сенића (својевремено у групи QRVE) и Горана Марића (некада у Бјесовима) на којем се прожимају православни текстови са рок музиком. На албуму су учешће узели бројни познати музичари Србије: Јасмина Митрушић (ех-Луна, Ла Страда), Светлана Спајић, Партибрејкерс, 357, Револт, Дарквуд Даб и други. Аутор стихова је св. Владика Николај Велимировић.

## Песме
1. „Услиши нас, Боже наш” — 3:44
2. „Све је твоје, Боже” — 3:07
3. „Света Текла” — 3:27
4. „Кога ћу да хвалим?” — 4:05
5. „За угашена огњишта” — 3:54
6. „Гора висока” — 3:41
7. „Исток са висине” — 6:20
8. „Дарови светог Јована Владимира” — 5:25
9. „Владај, Боже” — 5:15
10. „Молитва благом Христу” — 4:53
11. „Знаш ли ко те љуби силно?” — 5:26
12. „Песма светом Сави” — 4:00
13. „Свети Јован от Елбасан” — 6:05

## Остало
- Дизајн омота: Маринко Лугоња за Јанус, Београд
- Фотографије: Горанка Матић (колекција са Скадарског језера)